# 阿卜杜勒-哈菲德·本·哈桑
阿卜杜勒-哈菲德·本·哈桑（阿拉伯语：‎，Abd al-Hafid bin Hassan，1875年2月24日—1937年4月4日）是一位摩洛哥蘇丹，阿拉維王朝的成員，1908年至1912年在位。
1908年，阿卜杜勒-哈菲德在非斯起兵反抗兄弟阿卜杜勒-阿齊茲的統治，擊敗了對方的軍隊並在該年八月成為摩洛哥的統治者。當時摩洛哥處在法國的半控制之下，1911年德國亦試圖將勢力擴張到摩洛哥，引發第二次摩洛哥危機；最終在1912年阿卜杜勒-哈菲德與法國簽訂非斯條約，成立「法屬摩洛哥」（即法國的保護國），他在當天退位。他的弟弟優素福·本·哈桑繼承了蘇丹之位。